# 京都市立衣笠中学校
京都市立衣笠中学校（きょうとしりつ きぬがさちゅうがっこう）は、京都府京都市北区衣笠衣笠山町2に位置する公立中学校。

## 概要
立命館大学衣笠キャンパスや堂本印象美術館などが並ぶ文教地区の一画にある。

## 沿革
- 1948年 - 開校

## 校歌
- 古潭義則作詞／中瀬古和作曲

## 校区
金閣小学校、衣笠小学校、柏野小学校、翔鸞小学校、中川小学校の各校区

## アクセス
- 京都市営バス「立命館大学前」バス停

## 著名な卒業生
- 江上泰山 - 僧侶、金閣寺放火事件目撃者（※福井県大飯郡和田村立和田中学校から転入）
- 山城新伍 - 俳優、司会者、タレント
- 尾崎亜美 - シンガーソングライター
- 八倉伊佐夫 - 競輪選手
- 駒井孝行 -  法政大学ラグビー部監督
- 綿矢りさ - 小説家
- 竹内知咲 - 芸人、お笑いコンビ天才ピアニストのメンバー
- 上茶谷大河 - 野球選手
- 川勝平太 - 経済学者、元静岡県知事
- 古嶋滝-ダンサー